# Keihanshin

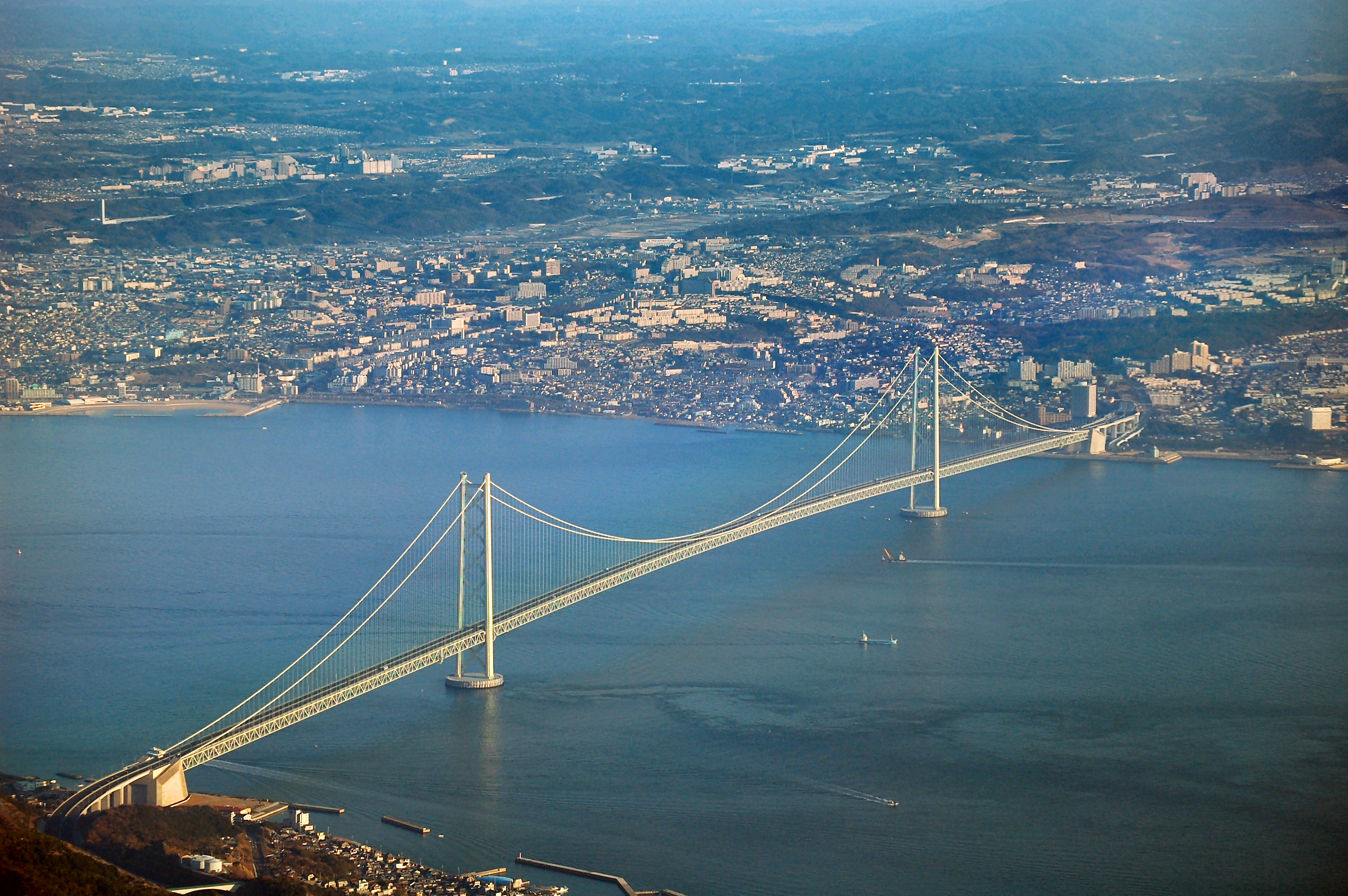
Akashi Kaikyobron binder samman Kobe med Awaji.

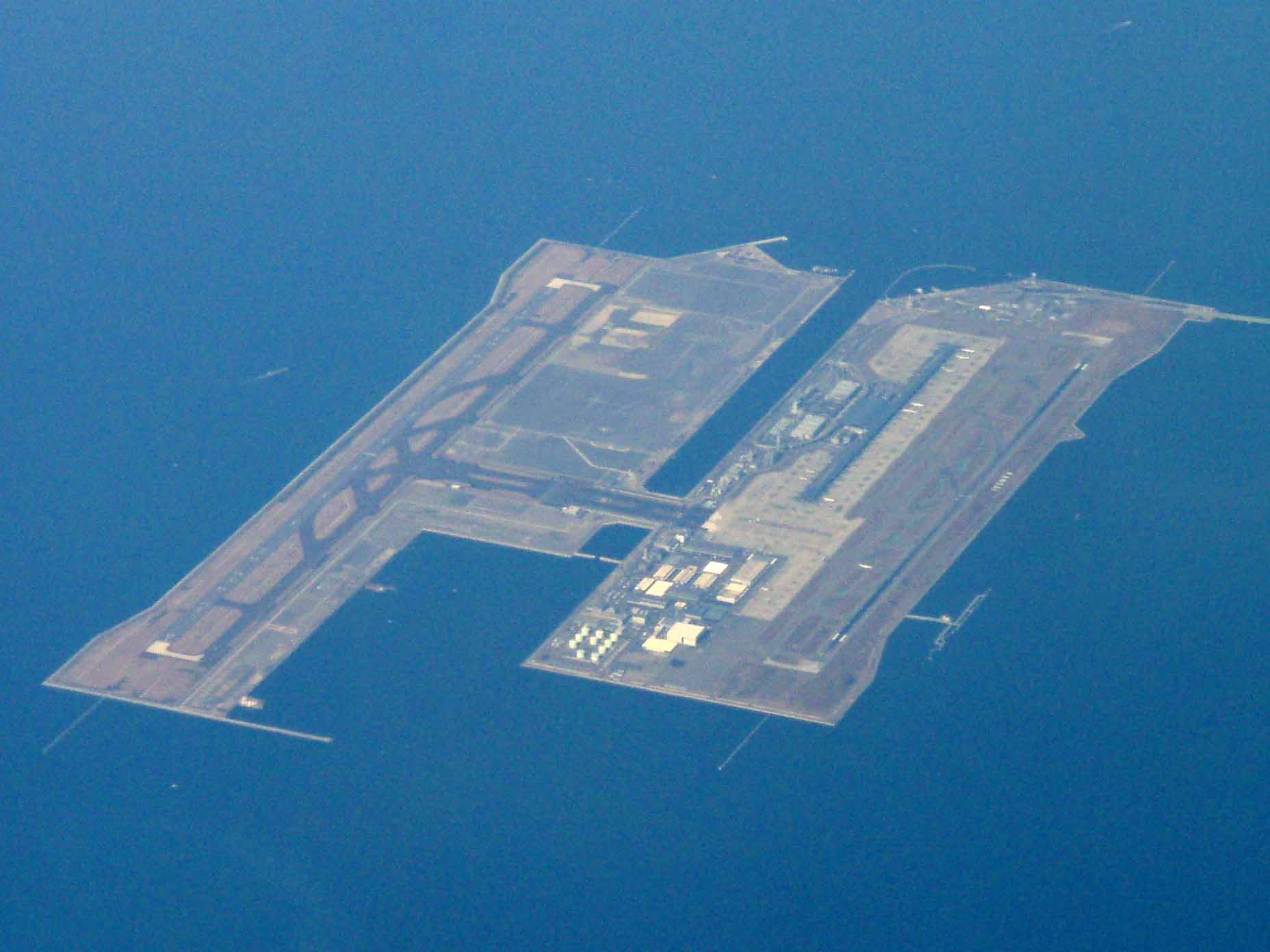
Kansais internationella flygplats, som ligger på en konstgjord ö i Osakabukten, betjänar hela Keihanshin.

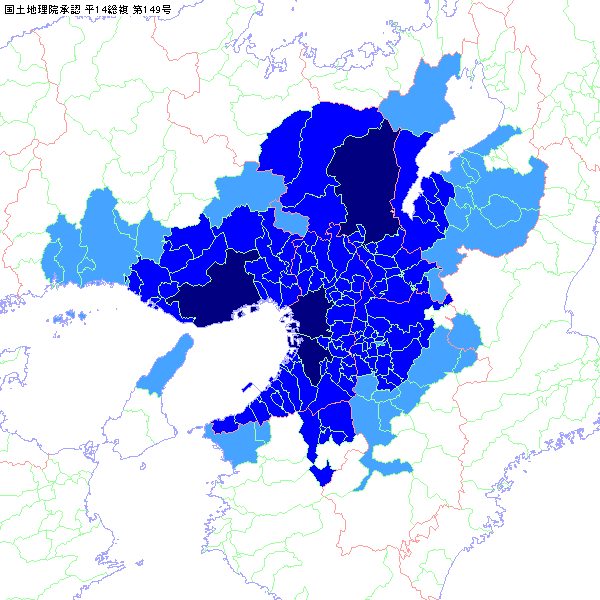
Karta över Keihanshin, med de tre stadskärnorna i mörkare blått.

Keihanshin (japanska: 京阪神?, Keihanshin) är en japansk storstadsregion som omfattar ett sammanhängande område runt storstäderna Kobe, Kyoto och Osaka. Det är landets näst största storstadsområde efter Stortokyo och hade 18 768 395 invånare vid folkräkningen 2005, på en yta av 11 700,96 km². Detta motsvarade omkring 15 procent av befolkningen i Japan, på en yta motsvarande cirka 3 procent av landets totala areal.
Bruttonationalprodukten inom detta område (Osaka och Kobe) är $341 000 000 000, vilket gör den till en av världens mest produktiva regioner, en match med Paris och London. Mastercard Worldwide rapporterade (2008) att Osaka är den 19:e högst rankade staden av världens ledande globala städer och har en viktig roll i att driva den globala ekonomin.
Storstadsområdet omfattade 82 städer och 69 andra samhällen år 2005 i prefekturerna Hyōgo, Kyoto, Mie, Nara, Osaka, Shiga och Wakayama. Kobe, Kyoto och Osaka räknas som centralorter, och andra stora städer som ingår i området är bland annat Amagasaki, Higashiosaka, Himeji, Hirakata, Nara, Nishinomiya, Ōtsu, Sakai, Suita, Takatsuki och Toyonaka.
Namnet Keihanshin är en sammansättning av ett tecken vardera från namnet på de tre ingående städerna, där kei (京) är en annan läsning av kyo i ”Kyoto”, han (阪) är det sinojapanska uttalet av tecknet som uttalas saka i ”Osaka” och shin (神) på samma sätt det sinojapanska uttalet av ko i ”Kobe”.
Keihanshin utgör en del av Taiheiyō-bältet, en megalopolis som består av ett tätbefolkat stråk som sträcker sig från Kanto ända ner till Fukuokaområdet och som domineras av stora, till varandra närliggande storstadsområden. Speciellt sträckan från Keihanshin, via Chukyo (Nagoyaområdet) och upp till Kanto är mycket tätbefolkat och hänger till stora delar ihop.